# Flesh and Blood (Poison-album)
Flesh and Blood är ett musikalbum av det amerikanska glamrock-bandet Poison, utgivet den 21 juni 1990 på Capitol Records och inspelat 1989-1990 i Little Mountain Studios i Vancouver, Kanada.

## Låtförteckning
1. Strange Days of Uncle Jack
2. Valley of Lost Souls
3. (Flesh & Blood) Sacrifice
4. Swampjuice (Soul-O)
5. Unskinny Bop
6. Let It Play
7. Life Goes On
8. Come Hell or High Water
9. Ride the Wind
10. Don't Give Up an Inch
11. Something to Belive In
12. Ball and Chain
13. Life Loves a Tragedy
14. Poor Boy Blues

## Musiker
- Bobby Dall - Bas, gitarr
- C.C. DeVille - Gitarr
- Rikki Rockett - Trummor
- Bret Michaels - Sång, munspel

Albumet är producerat av Bruce Fairbairn.